# Nekrolog 1804
Nekrolog
◄◄
| ◄
| 1800
| 1801
| 1802
| 1803
| 1804 | 1805 | 1806 | 1807 | 1808 | ► | ►►
Weitere Ereignisse | Allgemeiner Nekrolog 1804
Die Beschreibung der verstorbenen Person sollte so kurz wie möglich gehalten sein und nur deren signifikante Tätigkeit(en) enthalten.
Neue Namen ggf. auch unter dem Geburts- und Sterbedatum, also etwa unter 1. Januar und im Geburts- und Sterbejahr (2024) eintragen (nur bei entsprechender großer Wichtigkeit). Für Beispiele siehe die schon vorhandenen Artikel.
Außerdem über die fünf zuletzt Verstorbenen, zu denen es einen ausreichend guten Artikel für eine Präsentation auf der Hauptseite gibt, nach der todesbedingten Überarbeitung der Artikel ggf. auch unter Wikipedia Diskussion:Hauptseite informieren und sie am besten auch in den anderen Wikipedia-Sprachversionen eintragen. Tipp: Regelmäßig bei news.google.de nach „ist tot“, „gestorben“ oder „verstorben“ suchen.
Wenn eine Person gestorben ist, gibt es viele Seiten zu dieser Person in der Wikipedia, die davon auch betroffen sind und entsprechend aktualisiert werden müssen. Beispiele: Namenübersichtsseite, Geburtsjahr, Geburtsort-Seiten und viele mehr.
Wie finde ich die betroffenen Seiten?
Im Suchfeld auf der linken Seite gibt man den Suchbegriff so ein: „Vorname Nachname“. Dann klickt man auf Volltext und alle Seiten mit entsprechendem Suchtext werden aufgerufen. Hier sieht man dann schnell, wo auch das Todesjahr Sinn macht oder sogar ein Teil des Artikels angepasst werden muss. Auch hilft das „Werkzeug“ auf der linken Seite sehr gut, um solche Seiten aufzufinden: „Links auf diese Seite“. Somit ist die Wikipedia wieder aktuell in allen Bereichen! Hinweis: bei Eintragung der Kategorie „Gestorben JAHR“ wird der Missbrauchsfilter 49 ausgelöst, was jedoch nicht schlimm ist. Siehe: Spezial:Missbrauchsfilter/49
Dies ist eine Liste von im Jahr 1804 verstorbenen bekannten Persönlichkeiten. Die Einträge erfolgen innerhalb der einzelnen Daten alphabetisch sortiert. Tiere sind im Nekrolog für Tiere zu finden.

## Januar
| Tag        | Name                         | Beruf, bekannt als                                                                                    | Alter | Beleg |
| ---------- | ---------------------------- | --- | ----- | ----- |
| 3. Januar  | William Mansel, 9. Baronet   | britischer Adliger und Politiker                                                                      | 64    |       |
| 4. Januar  | Charlotte Lennox             | englische Schriftstellerin, Dramatikerin, Dichterin und Übersetzerin                                  |       |       |
| 4. Januar  | Jacques-François Borda d’Oro | französischer Geologe                                                                                 |       |       |
| 4. Januar  | Marija Suschkowa             | russische Übersetzerin                                                                                | 51    |       |
| 5. Januar  | Peter Prosch                 | Tiroler Bauernsohn, der deutsche Fürstenhäuser bereiste und darüber eine Autobiographie verfasste     | 59    |       |
| 7. Januar  | Louis-Marie de Noailles      | französischer General, Geschäftsmann                                                                  | 47    |       |
| 9. Januar  | James Tytler                 | schottischer Enzyklopädist und Ballonfahrer                                                           |       |       |
| 12. Januar | Johann Baptist Bergopzoomer  | österreichischer Schauspieler, Theaterleiter und Theaterdichter                                       | 61    |       |
| 13. Januar | Egid Verhelst der Jüngere    | deutscher Kupferstecher                                                                               | 70    |       |
| 15. Januar | Dru Drury                    | britischer Entomologe                                                                                 | 78    |       |
| 18. Januar | Samuel Mattocks              | US-amerikanischer Politiker, Offizier der Kontinentalarmee und Treasurer von Vermont                  | 64    |       |
| 19. Januar | Paul Kray von Krajowa        | österreichischer Feldzeugmeister                                                                      | 68    |       |
| 21. Januar | Ernst Gottfried Baldinger    | deutscher Mediziner                                                                                   | 65    |       |
| 26. Januar | José Nicolás de Azara        | spanischer Politiker, Diplomat und Kunstmäzen                                                         | 73    |       |
| 27. Januar | Joseph von Deym              | böhmischer Adeliger, Wachsbildner, Musikmäzen und Inhaber einer Wiener Kunst- und Kuriositätengalerie | 51    |       |
| 29. Januar | Franz Trentel                | deutscher Jesuit, Hochschulprofessor, Mathematiker und Astronom                                       | 73    |       |
| Januar     | Javad Khan                   | Mitglied des kaiserlichen Stammes der Kadscharen, Großkhan des Khanat Gəncə                           |       |       |

## Februar
| Tag         | Name                                | Beruf, bekannt als                                                 | Alter | Beleg |
| ----------- | ----------------------------------- | ------------------------------------------------------------------ | ----- | ----- |
| 1. Februar  | Mathieu-Antoine Bouchaud            | französischer Advokat, Ökonom und Enzyklopädist                    | 84    |       |
| 2. Februar  | Jacques Philippe Raymond Draparnaud | französischer Naturforscher, Malakologe und Botaniker              | 31    |       |
| 2. Februar  | George Walton                       | US-amerikanischer Politiker, Gouverneur von Georgia und US-Senator |       |       |
| 3. Februar  | Emanuel Jäcklin-Holzach             | Schweizer Kunstschreiner                                           |       |       |
| 5. Februar  | Christian Joseph Jagemann           | deutscher Hofrat und Bibliothekar                                  |       |       |
| 6. Februar  | Joseph Priestley                    | Theologe, Philosoph, Chemiker und Physiker                         | 70    |       |
| 7. Februar  | William Bingham                     | US-amerikanischer Politiker                                        | 51    |       |
| 9. Februar  | Daniel Jenisch                      | deutscher lutherischer Theologe                                    | 41    |       |
| 12. Februar | Immanuel Kant                       | deutscher Philosoph                                                | 79    |       |
| 19. Februar | Karl Christoph Nestler              | deutscher evangelischer Theologe                                   | 63    |       |
| 19. Februar | David Christoph Seybold             | deutscher evangelischer Theologe und Hochschullehrer               | 56    |       |
| 22. Februar | Joseph Benda                        | böhmisch-deutscher Musiker                                         |       |       |
| 25. Februar | Johann Wenzel von Sporck            | Jurist, Politiker und Theaterleiter                                | 80    |       |

## März
| Tag      | Name                                                | Beruf, bekannt als                                                         | Alter | Beleg |
| -------- | --------------------------------------------------- | -------------------------------------------------------------------------- | ----- | ----- |
| 1. März  | Caroline von Bourbon-Parma                          | Prinzessin von Bourbon-Parma                                               | 33    |       |
| 1. März  | Rudolf Steiner                                      | deutscher Architekt und Baurat                                             | 61    |       |
| 3. März  | Giovanni Giulio Gerolamo Berna                      | römisch-katholischer Geistlicher und Bibliotheksgründer                    | 86    |       |
| 3. März  | Gottlieb Leberecht Crusius                          | deutscher Zeichner und Kupferstecher                                       | 73    |       |
| 3. März  | Giovanni Domenico Tiepolo                           | italienischer Maler des Barock                                             | 76    |       |
| 4. März  | William Maxwell, 3. Baronet                         | schottisch-britischer Adliger                                              | 64    |       |
| 4. März  | Johann Evangelist Schmidt                           | deutscher Orgelbauer                                                       | 45    |       |
| 4. März  | Carl Leopold Röllig                                 | deutscher Komponist der Klassik                                            |       |       |
| 7. März  | Daniel Hiester                                      | US-amerikanischer Politiker                                                | 56    |       |
| 7. März  | Johann Christoph Sigmund von Paris                  | Patrizier, Kaufmann, Gutsbesitzer und Assessor am Stadtgericht Augsburg    |       |       |
| 9. März  | Peter Wilhelm Josef de Gynetti                      | deutscher Mediziner                                                        | 68    |       |
| 10. März | Thomas Pitt, 2. Baron Camelford                     | britischer Adliger und Seeoffizier                                         | 29    |       |
| 10. März | Joseph Rosenauer                                    | Forstingenieur und Landvermesser im Dienst der Fürsten Schwarzenberg       | 69    |       |
| 12. März | Johann Heinrich Blumenthal                          | deutsch-baltischer Mediziner und Theologe                                  | 69    |       |
| 12. März | Christian Eberhard Eberlein                         | deutscher Zeichenlehrer                                                    | 55    |       |
| 16. März | Henrik Gabriel Porthan                              | finnischer Gelehrter, gilt als „Vater der finnischen Geschichtsschreibung“ | 64    |       |
| 16. März | Friedrich August von Zinzendorf                     | sächsischer Staatsmann                                                     | 70    |       |
| 19. März | Richard Arden, 1. Baron Alvanley                    | britischer Jurist und Politiker, Mitglied des House of Commons             | 59    |       |
| 19. März | Louis Jean Desprez                                  | französischer Architekt, Maler und Grafiker                                | 60    |       |
| 21. März | Louis Antoine Henri de Bourbon-Condé, duc d’Enghien | französischer Herzog                                                       | 31    |       |
| 22. März | William Fawcett                                     | britischer Offizier                                                        |       |       |
| 26. März | Wolfgang von Kempelen                               | Erfinder, Architekt und Staatsbeamter der Habsburgermonarchie              | 70    |       |
| 27. März | Johann Friedrich Gustav von Stockhausen             | preußischer Generalmajor                                                   | 60    |       |
| 29. März | Benjamin Carpenter                                  | US-amerikanischer Militär und Staatsmann                                   | 78    |       |
| 29. März | Johann Gottfried Schwanberger                       | deutscher Komponist und Klaviervirtuose                                    | 66    |       |
| 30. März | Iwan Jewstafjewitsch Chandoschkin                   | russischer Komponist und Violinist                                         |       |       |
| 31. März | Victor-François de Broglie                          | französischer Heerführer und Staatsmann, Marschall von Frankreich          | 85    |       |

## April
| Tag       | Name                                      | Beruf, bekannt als                                                       | Alter | Beleg |
| --------- | ----------------------------------------- | ------------------------------------------------------------------------ | ----- | ----- |
| 2. April  | Thomas Heinrich Gadebusch                 | deutscher Staatsrechtler und Historiker in schwedischen Diensten         | 67    |       |
| 3. April  | Jędrzej Kitowicz                          | polnischer Geistlicher und Historiker                                    | 75    |       |
| 5. April  | William Gilpin                            | englischer Schriftsteller, Geistlicher und Künstler                      | 79    |       |
| 5. April  | Jean-Charles Pichegru                     | französischer General der Revolutionskriege                              | 43    |       |
| 9. April  | Andreas Monheim                           | Apotheker, Bürgermeister von Aachen                                      | 53    |       |
| 9. April  | Jacques Necker                            | Schweizer Bankier und Finanzminister unter Ludwig XVI.                   | 71    |       |
| 10. April | Anton Bussy von Mignot                    | k. k. Generalmajor und Ritter des Maria-Theresia-Ordens                  | 48    |       |
| 11. April | Christiane Henriette Koch                 | deutsche Schauspielerin und Theaterunternehmerin                         |       |       |
| 11. April | Miklós Küzmics                            | Übersetzer und katholischer Priester                                     | 66    |       |
| 11. April | Joaquín del Pino Sánchez de Rojas         | spanischer Politiker                                                     | 75    |       |
| 12. April | Amalie Christina Gylding                  | deutsche Porzellanmalerin                                                | 72    |       |
| 13. April | Georg Christian Forstmeyer                | Musiker und Komponist                                                    | 63    |       |
| 14. April | Karl Franz von der Goltz                  | preußischer Generalleutnant, sowie geheimer Staats und Kriegsminister    | 63    |       |
| 15. April | Dominik Auliczek                          | Bildhauer, Porzellankünstler, Hofbildhauer                               | 69    |       |
| 15. April | Michael Huber                             | deutscher Philologe, Literaturhistoriker und Schriftsteller              |       |       |
| 16. April | August Wilhelm Hauswald                   | deutscher Archivar und Übersetzer                                        |       |       |
| 16. April | William Maclay                            | US-amerikanischer Jurist und Politiker, Senator im 1. Kongress           | 66    |       |
| 17. April | Francisco de Lorenzana                    | spanischer Bischof der römisch-katholischen Kirche und Kolonialverwalter | 81    |       |
| 19. April | Robert Hay-Drummond, 10. Earl of Kinnoull | britischer Peer und Lord Lyon King of Arms                               | 53    |       |
| 20. April | Ernst II.                                 | Herzog von Sachsen-Gotha-Altenburg, Wissenschaftler                      | 59    |       |
| 25. April | Hans Jakob Willi                          | Schweizer Anführer der Aufständischen im Bockenkrieg 1804                | 32    |       |
| 29. April | Johann Moritz Schwager                    | deutscher evangelischer Theologe                                         | 65    |       |
| 30. April | Jeremiah Wadsworth                        | US-amerikanischer Politiker                                              | 60    |       |

## Mai
| Tag     | Name                               | Beruf, bekannt als                                                                    | Alter | Beleg |
| ------- | ---------------------------------- | ------------------------------------------------------------------------------------- | ----- | ----- |
| 1. Mai  | Henry Cecil, 1. Marquess of Exeter | britischer Politiker und Peer                                                         | 50    |       |
| 4. Mai  | Antonio José Cavanilles            | spanischer Botaniker                                                                  | 59    |       |
| 5. Mai  | Johann Christoph Martini           | deutscher evangelischer Geistlicher und Kirchenhistoriker                             | 71    |       |
| 7. Mai  | Lorenzo Quaglio                    | Maler und Architekt des Barock                                                        | 73    |       |
| 7. Mai  | Johann Georg Schulthess            | Schweizer Geistlicher                                                                 | 79    |       |
| 8. Mai  | Johann Ludwig Schmidtborn          | Kaufmann, Bürgermeister                                                               | 50    |       |
| 9. Mai  | Johann Fuchs                       | untersteirischer Kirchenbaumeister                                                    |       |       |
| 10. Mai | John Stratton                      | US-amerikanischer Politiker                                                           | 34    |       |
| 12. Mai | August Georg Uhle                  | deutscher lutherischer Theologe                                                       | 67    |       |
| 17. Mai | Karl Joachim                       | Reichsfürst zu Fürstenberg                                                            | 33    |       |
| 17. Mai | John Johns Trigg                   | US-amerikanischer Politiker                                                           |       |       |
| 18. Mai | Johann Georg Vollmöller            | Theologe, Prinzenerzieher und Hofmeister, Hofprediger in Offenbach und Schriftsteller | 61    |       |
| 21. Mai | Johann Tobias von Kümpel           | preußischer Generalmajor und Chef des Füsilierbataillons Nr. 16                       |       |       |
| 22. Mai | Johann Joachim Spalding            | deutscher protestantischer Theologe, Popularphilosoph, Neologe                        | 89    |       |
| 22. Mai | Karl Friedrich Treitschke          | deutscher Jurist                                                                      | 57    |       |
| 28. Mai | Friedrich Heinrich von Podewils    | königlich preußischer Landrat                                                         | 57    |       |
| 28. Mai | Castolus Reichlin von Meldegg      | deutscher Abt, letzter Fürstabt des Fürststifts Kempten                               | 60    |       |
| 29. Mai | Franz Karl Alter                   | Sprachwissenschaftler                                                                 | 55    |       |
| 30. Mai | Johann Jacob Altdorfer             | Schweizer evangelischer Theologe und Prediger                                         | 63    |       |
| 30. Mai | Ralph Izard                        | US-amerikanischer Politiker                                                           |       |       |
| 31. Mai | Ludwig Gottlieb Scriba             | deutscher Entomologe und evangelischer Pfarrer                                        | 67    |       |
| Mai     | William McMillan                   | US-amerikanischer Politiker                                                           | 40    |       |

## Juni
| Tag      | Name                                           | Beruf, bekannt als                                                           | Alter | Beleg |
| -------- | ---------------------------------------------- | ---------------------------------------------------------------------------- | ----- | ----- |
| 1. Juni  | Franziskus von Paula Herzan von Harras         | Kardinal der katholischen Kirche                                             | 69    |       |
| 1. Juni  | Joseph Joachim Jäger                           | bayerischer Kaufmann und Kommunalpolitiker                                   |       |       |
| 3. Juni  | Nicholas Revett                                | britischer Landadliger und Amateurarchitekt                                  | 84    |       |
| 4. Juni  | Johann Friedrich Ackermann                     | deutscher Mediziner                                                          | 78    |       |
| 7. Juni  | Johann Jakob Joseph Kirschbaum                 | Jurist, ordentlicher Professor an der Universität Heidelberg                 | 83    |       |
| 10. Juni | Johann Stephan Heeren                          | deutscher Orgelbauer                                                         | 74    |       |
| 11. Juni | Johann Heinrich von Frankenberg                | Kardinal der römisch-katholischen Kirche                                     | 77    |       |
| 11. Juni | Ernst Ludwig Posselt                           | deutscher Historiker                                                         | 41    |       |
| 14. Juni | Carl Wilhelm Ettinger                          | Verleger, Buchhändler                                                        |       |       |
| 15. Juni | Théophile-Rémy Frêne                           | reformierter Schweizer Theologe                                              | 76    |       |
| 16. Juni | Johann Adam Hiller                             | Komponist, Musikschriftsteller und Kapellmeister                             | 75    |       |
| 18. Juni | Isaac Euchel                                   | jüdischer Aufklärer                                                          | 47    |       |
| 18. Juni | Maria Amalia von Österreich                    | Erzherzogin von Österreich und Herzogin von Bourbon-Parma                    | 58    |       |
| 20. Juni | Karl von Voß                                   | preußischer Generalmajor, Chef des Infanterieregiments Nr. 11                | 78    |       |
| 21. Juni | Marie Louise St. Simon-Montléart               | französische Adelige                                                         | 40    |       |
| 23. Juni | Heinrich Leopold von Seherr-Thoß               | deutscher Großgrundbesitzer                                                  | 69    |       |
| 25. Juni | Georges Cadoudal                               | französischer General und Chef der Chouans im französischen Revolutionskrieg | 33    |       |
| 26. Juni | Jørgen Landt                                   | dänischer Pfarrer, Botaniker und Färöerforscher                              |       |       |
| 26. Juni | George David Wenzel von Tschepe und Weidenbach | preußischer Landrat                                                          | 69    |       |

## Juli
| Tag      | Name                         | Beruf, bekannt als                                                                     | Alter | Beleg |
| -------- | ---------------------------- | -------------------------------------------------------------------------------------- | ----- | ----- |
| 1. Juli  | Johannes Becker              | deutscher Organist und Kirchenmusiker                                                  | 77    |       |
| 3. Juli  | Peter Reheis                 | Baumeister                                                                             | 65    |       |
| 5. Juli  | Jacob Baden                  | dänischer Philologe                                                                    | 69    |       |
| 5. Juli  | Joseph Jakob Ringler         | Porzellanfachmann                                                                      | 73    |       |
| 7. Juli  | Christian Just Wiedeburg     | deutscher Jurist und Regierungsbeamter von Sachsen-Weimar-Eisenach                     | 77    |       |
| 10. Juli | François Ambroise Didot      | französischer Buchdrucker, Schriftgießer und Verleger                                  | 74    |       |
| 10. Juli | Marianne von der Leyen       | deutsche Gräfin und Regentin von Blieskastel                                           | 59    |       |
| 12. Juli | Alexander Hamilton           | US-amerikanischer Politiker, einer der Gründerväter der Vereinigten Staaten            |       |       |
| 12. Juli | Johann Engelhard Kahler      | lutherischer Theologe                                                                  | 74    |       |
| 16. Juli | Heinrich Vohs                | deutscher Schauspieler und Sänger                                                      | 41    |       |
| 17. Juli | Christian Ernst Graf         | deutscher Komponist, Hofmusiker in den Niederlanden                                    | 81    |       |
| 19. Juli | Gottlieb Heinrich von Becker | preußischer Oberst und Chef der schlesischen Festungsartillerie                        | 76    |       |
| 24. Juli | Martin Knoller               | Freskomaler im süddeutschen und österreichischen Raum                                  | 78    |       |
| 25. Juli | William Forsyth              | englischer Gärtner und Botaniker                                                       |       |       |
| 25. Juli | Johann Prokop Mayer          | österreichischer fürstbischöflich Würzburgischer Hofgärtner                            | 67    |       |
| 28. Juli | Franz Ludwig Jenner          | Schweizer Politiker                                                                    | 78    |       |
| 29. Juli | William Irvine               | US-amerikanischer Politiker                                                            | 62    |       |
| 30. Juli | Carlo Allioni                | italienischer Arzt und Botaniker                                                       | 75    |       |
| 31. Juli | Louis Necker                 | Schweizer Physiker, Bankier und Enzyklopädist                                          | 73    |       |
| 31. Juli | Gottfried Wilhelm Wagemann   | deutscher lutherischer Theologe und Generalsuperintendent der Generaldiözese Göttingen | 62    |       |

## August
| Tag        | Name                                      | Beruf, bekannt als                                                                          | Alter | Beleg |
| ---------- | ----------------------------------------- | ------------------------------------------------------------------------------------------- | ----- | ----- |
| 2. August  | Johann Andreas Tafinger                   | deutscher Pädagoge und lutherischer Theologe                                                | 76    |       |
| 3. August  | Christoph Andreae                         | deutscher Industrieller                                                                     | 68    |       |
| 4. August  | Adam Duncan, 1. Viscount Duncan           | britischer Admiral und Seeheld                                                              | 73    |       |
| 7. August  | Johann Georg Böhme                        | deutscher Kaufmann und Bürgermeister der Hansestadt Lübeck                                  | 74    |       |
| 9. August  | George Hay, 7. Marquess of Tweeddale      | britischer Peer, Politiker und Offizier                                                     |       |       |
| 17. August | Barbara Heck                              | britische Methodistenführerin                                                               |       |       |
| 19. August | Albert Androt                             | französischer Komponist                                                                     |       |       |
| 19. August | Louis-René Levassor de Latouche Tréville  | französischer Admiral                                                                       | 59    |       |
| 19. August | Barthélemy Louis Joseph Schérer           | französischer General                                                                       | 56    |       |
| 20. August | Charles Floyd                             | US-amerikanischer Entdecker, Mitglied der Lewis-und-Clark-Expedition                        |       |       |
| 21. August | Christian Ludwig Johann Behm              | deutscher Jurist und Rostocker Bürgermeister                                                | 76    |       |
| 22. August | Jean-de-Dieu-Raymond de Boisgelin de Cucé | französischer römisch-katholischer Erzbischof, Kardinal und Mitglied der Académie française | 72    |       |
| 24. August | Josef Valentin Adamberger                 | deutscher Tenor, Theaterschauspieler, Komponist und Gesangslehrer                           | 64    |       |
| 29. August | Niels Ryberg                              | dänischer Kaufmann, Reeder und Gutsbesitzer                                                 | 78    |       |
| 30. August | Thomas Percival                           | englischer Arzt, Autor der ersten Leitlinie zur Medizinethik                                | 63    |       |

## September
| Tag           | Name                                   | Beruf, bekannt als                                      | Alter | Beleg |
| ------------- | -------------------------------------- | ------------------------------------------------------- | ----- | ----- |
| 1. September  | Arnold Wienholt                        | deutscher Arzt                                          | 55    |       |
| 2. September  | Johannes Bürkli                        | Schweizer Staatsmann, Dichter und Herausgeber           | 58    |       |
| 2. September  | François Rousseau                      | Hofmaler der Kölner Kurfürsten                          |       |       |
| 4. September  | Johann Peter Bamberger                 | deutscher reformierter Geistlicher                      |       |       |
| 5. September  | Franz Andreas von Favrat               | königlich preußischer General der Infanterie            | 71    |       |
| 10. September | Johann Wilhelm Andreas Kosmann         | preußischer Philosoph und Hochschullehrer               | 43    |       |
| 12. September | Otto Ferdinand von Loeben              | deutscher Gesandter und Kabinettsminister               | 63    |       |
| 12. September | Johann Friedrich Zöllner               | deutscher Pfarrer                                       | 51    |       |
| 20. September | Pierre Joseph Bonnaterre               | französischer Pfarrer, Naturforscher und Zoologe        |       |       |
| 20. September | Pierre Méchain                         | französischer Astronom und Geograph                     | 60    |       |
| 21. September | Jacob Heinrich Ludwig von Arnim-Suckow | preußischer Landrat und Gutsbesitzer                    | 50    |       |
| 29. September | Michael Hillegas                       | US-amerikanischer Politiker                             | 75    |       |
| 30. September | Gustavus Richard Brown                 | US-amerikanischer Arzt und Freund von George Washington | 56    |       |
| 30. September | Jacques Ferrand                        | französischer General der Infanterie                    | 57    |       |

## Oktober
| Tag         | Name                                       | Beruf, bekannt als                                                                 | Alter | Beleg |
| ----------- | ------------------------------------------ | ---------------------------------------------------------------------------------- | ----- | ----- |
| 2. Oktober  | Nicholas Cugnot                            | französischer Konstrukteur des ersten Dampfwagens                                  | 79    |       |
| 5. Oktober  | Friedrich Daniel Behn                      | deutscher Pädagoge, Rektor des Katharineums zu Lübeck und Vertreter der Aufklärung |       |       |
| 5. Oktober  | John Hoskins Stone                         | US-amerikanischer Politiker                                                        |       |       |
| 8. Oktober  | Christian Jorhan der Ältere                | bayerischer Bildhauer des Rokoko und Frühklassizismus                              | 77    |       |
| 9. Oktober  | Pierre-Julien de Lanjuinais                | französisch-schweizerischer Autor politischer Schriften                            | 70    |       |
| 9. Oktober  | Franz Rudolf von Schwachheim               | bayerischer Diplomat schweizerischer Herkunft                                      |       |       |
| 9. Oktober  | Alexander White                            | US-amerikanischer Politiker                                                        |       |       |
| 13. Oktober | Heinrich Moritz Gottlieb Grellmann         | deutscher Statistiker und Kulturhistoriker                                         | 47    |       |
| 14. Oktober | Samuel J. Potter                           | US-amerikanischer Politiker                                                        | 51    |       |
| 15. Oktober | Antoine Baumé                              | französischer Chemiker und Pharmazeut                                              | 76    |       |
| 17. Oktober | Carl August von Struensee                  | preußischer Finanzminister                                                         | 69    |       |
| 19. Oktober | Leopold Westen                             | deutscher Offizier und Hochschullehrer                                             | 54    |       |
| 22. Oktober | Friedrich Wilhelm zu Isenburg und Büdingen | kurbayrischer Generalleutnant und Kämmerer                                         | 73    |       |
| 27. Oktober | Johann Jacob Gottlieb Scherbius            | deutscher Lehrer                                                                   | 75    |       |
| 29. Oktober | Vít Fučík                                  | böhmischer angeblicher Flugpionier                                                 |       |       |
| 29. Oktober | George Morland                             | englischer Maler                                                                   | 41    |       |
| 29. Oktober | Sebastian Friedrich Trescho                | deutscher evangelischer Theologe                                                   | 70    |       |
| Oktober     | Johann Christoph Friedrich Heise           | deutscher Jurist und Schriftsteller                                                |       |       |

## November
| Tag          | Name                                                   | Beruf, bekannt als                                                                       | Alter | Beleg |
| ------------ | ------------------------------------------------------ | ---------------------------------------------------------------------------------------- | ----- | ----- |
| 1. November  | Johann Friedrich Gmelin                                | deutscher Botaniker, Zoologe und Chemiker                                                | 56    |       |
| 1. November  | Anton Wilhelm Tischbein                                | deutscher Maler                                                                          | 74    |       |
| 2. November  | Georg Christian Adler                                  | deutscher Prediger und Altertumsforscher                                                 | 80    |       |
| 2. November  | Armand Gaston Camus                                    | französischer Politiker                                                                  | 64    |       |
| 2. November  | Carl Ludwig von Oesfeld                                | deutscher Kartograph                                                                     | 63    |       |
| 5. November  | Maria Anna Adamberger                                  | österreichische Theaterschauspielerin                                                    | 52    |       |
| 5. November  | Louis le Pecq de la Clôture                            | französischer Arzt und Professor der Chirurgie                                           | 68    |       |
| 5. November  | August Friedrich Oelenhainz                            | deutscher Maler                                                                          | 59    |       |
| 5. November  | Betje Wolff                                            | niederländische Autorin                                                                  | 66    |       |
| 7. November  | Paolo Antonio Pisoni                                   | Schweizer Architekt                                                                      | 66    |       |
| 7. November  | Johann Christoph Schwartz                              | deutschbaltischer Rechtsgelehrter und Diplomatiker, Bürgermeister von Riga               | 82    |       |
| 10. November | Fredrick Alewijn                                       | Amsterdamer Regent und Bürgermeister                                                     | 67    |       |
| 10. November | Claude-Christophe Gourdan                              | Parlamentarier der französischen Revolution und Gründer der Jakobiner                    | 50    |       |
| 10. November | Moritz Johann Andreas Wilhelm Christoph von Ossenbruch | königlich preußischer Generalmajor                                                       | 61    |       |
| 13. November | Johann Christian Bockshammer                           | evangelischer Schriftsteller, Lehrer, Übersetzer, Herausgeber, Pastor und Prediger       | 71    |       |
| 14. November | Aagje Deken                                            | niederländische Dichterin                                                                | 62    |       |
| 16. November | Alexander Keck                                         | deutscher Jesuit, Pädagoge und Musiker                                                   | 80    |       |
| 17. November | Antonius Friedrich Gottlieb Heyneman                   | Orgelbauer                                                                               | 53    |       |
| 18. November | Philip Schuyler                                        | US-amerikanischer General im Unabhängigkeitskrieg und Senator in den Vereinigten Staaten | 70    |       |
| 19. November | John Caldwell                                          | US-amerikanischer Politiker                                                              |       |       |
| 19. November | Pietro Alessandro Guglielmi                            | italienischer Komponist                                                                  | 75    |       |
| 20. November | Sultan ibn Ahmad                                       | Sayyid von Maskat                                                                        |       |       |
| 22. November | Elisabeth Hudtwalcker                                  | deutsche Künstlerin                                                                      | 52    |       |
| 23. November | Stefano Borgia                                         | Kardinal der katholischen Kirche                                                         | 72    |       |
| 23. November | Giovanni Giornovichi                                   | italienischer Violinvirtuose und Komponist                                               |       |       |
| 23. November | Friedrich Daniel von Glaser                            | preußischer Generalmajor, Chef des Husarenregiment Nr. 10                                |       |       |
| 26. November | Hans Friedrich Heinrich von Borstell                   | preußischer Generalleutnant                                                              | 74    |       |

## Dezember
| Tag          | Name                          | Beruf, bekannt als                                                       | Alter | Beleg |
| ------------ | ----------------------------- | ------------------------------------------------------------------------ | ----- | ----- |
| 1. Dezember  | Friedrich Ludwig Aster        | sächsischer Offizier, zuletzt Generalmajor sowie Chef des Ingenieurkorps | 72    |       |
| 1. Dezember  | Philippe Lebon                | französischer Erfinder und Geschäftsmann                                 | 37    |       |
| 3. Dezember  | Stanislav Vydra               | böhmischer Mathematiker und Jesuit                                       | 63    |       |
| 4. Dezember  | Franz Xaver Nißl              | Bildhauer                                                                | 73    |       |
| 4. Dezember  | Karl Gottlob Dietmann         | sächsischer evangelisch-lutherischer Pfarrer und Schriftsteller          | 83    |       |
| 7. Dezember  | Johann Böse                   | deutscher Unternehmer                                                    | 65    |       |
| 7. Dezember  | Johann Tobias Lowitz          | deutsch-russischer Chemiker und Pharmazeut                               | 47    |       |
| 7. Dezember  | Gottlob Benedikt von Schirach | deutscher Historiker und Publizist, dänischer Etatsrat                   | 61    |       |
| 9. Dezember  | Leopold von Apfaltern         | Jesuit und Mathematiker                                                  | 73    |       |
| 9. Dezember  | James Henry                   | US-amerikanischer Jurist und Politiker                                   |       |       |
| 9. Dezember  | Wilhelm Abraham Teller        | deutscher Theologe                                                       | 70    |       |
| 16. Dezember | Christian Felix Weiße         | deutscher Schriftsteller und Pädagoge                                    | 78    |       |
| 18. Dezember | Jakob Kranz                   | hebräischer Prediger                                                     |       |       |
| 21. Dezember | Pietro Rossi                  | italienischer Naturwissenschaftler und Entomologe                        | 66    |       |
| 22. Dezember | Christian Gottlieb Dachselt   | deutscher Organist                                                       | 67    |       |
| 24. Dezember | Ludwig Ferdinand Huber        | deutscher Schriftsteller, Übersetzer und Journalist                      | 40    |       |
| 24. Dezember | Francesco La Vega             | spanischer Archäologe                                                    | 67    |       |
| 24. Dezember | Martin Vahl                   | norwegisch-dänischer Botaniker und Schüler Linnés                        | 55    |       |
| 25. Dezember | Robert Teesdale               | englischer Gärtner und Botaniker                                         |       |       |
| 26. Dezember | Katharina Magdalena Brückner  | deutsche Theaterschauspielerin                                           |       |       |
| 26. Dezember | Johann Friedrich Unger        | deutscher Drucker und Typograf                                           | 51    |       |
| 27. Dezember | Karl Friedrich Tröltsch       | deutscher Jurist und Autor                                               | 75    |       |
| 28. Dezember | Friedrich Magnus von Nothardt | preußischer Offizier                                                     |       |       |
| 29. Dezember | Franz Xaver von Kesaer        | österreichischer Mathematiker                                            | 64    |       |
| Dezember     | John Williams                 | US-amerikanischer Politiker                                              | 64    |       |

## Datum unbekannt
| Tag              | Name                            | Beruf, bekannt als                                                              | Alter | Beleg |
| ---------------- | ------------------------------- | ------------------------------------------------------------------------------- | ----- | ----- |
| Oktober/November | Johann Friedrich Beer           | deutscher Miniaturmaler, Radierer und Zeichner                                  | 63    |       |
|                  | Francesco Borsieri              | italienischer Arzt                                                              |       |       |
|                  | John Boydell                    | englischer Kupferstecher                                                        |       |       |
|                  | Johann Christoph Brockes        | preußischer Glasschleifermeister                                                |       |       |
|                  | Dschezzar Pascha                | Osmanischer Herrscher von Akkon und Galiläa                                     |       |       |
|                  | Johann Wilhelm von Eicken       | deutscher Kaufmann und Tabakfabrikant                                           |       |       |
|                  | Pedro Nolasco Estrada Aristondo | guatemaltekischer Komponist                                                     |       |       |
|                  | Frederick Frelinghuysen         | US-amerikanischer General                                                       |       |       |
|                  | Johann Paul Geycke              | deutscher Orgelbauer                                                            |       |       |
|                  | Friedrich Gottlob Gläser        | deutscher Geologe                                                               |       |       |
|                  | Mateusz Gutowski                | polnischer katholischer Kanoniker                                               |       |       |
|                  | Jampel Gyatsho                  | 8. Dalai Lama                                                                   |       |       |
|                  | Nicolas-René Jollain            | französischer Maler                                                             |       |       |
|                  | Lambros Katsonis                | griechischer Freiheitskämpfer und Admiral                                       |       |       |
|                  | Jean-Denis de Montlovier        | französischer Rechtsanwalt, Autor und Enzyklopädist                             |       |       |
|                  | Louis Poinsinet de Sivry        | französischer Sprach- und Literaturwissenschaftler, Altphilologe und Dramatiker |       |       |
|                  | John Tharp                      | britischer Plantagenbesitzer                                                    |       |       |
|                  | Verdoni                         | französisch-italienischer Schachspieler                                         |       |       |